# Campagna della Nuova Britannia
La campagna della Nuova Britannia fu una serie di operazioni militari avvenute nel fronte del Pacifico durante la seconda guerra mondiale e che vide le forze degli Alleati contrapporsi a quelle dell'Impero giapponese per il controllo dell'isola di Nuova Britannia, all'epoca un possedimento australiano. La campagna iniziò nel dicembre 1943, con l'intento di neutralizzare la base giapponese di Rabaul, e terminò con la resa del Giappone nell'agosto del 1945.
Gli scontri iniziarono all'estremità occidentale dell'isola, dove ebbero luogo la battaglia di Arawe e di Capo Gloucester tra il dicembre 1943 e il gennaio del 1944. A queste seguirono ulteriori sbarchi di truppe alleate nel marzo successivo che presero parte alla battaglia di Talasea. Nell'ottobre 1944, gli australiani sostituirono gli statunitensi e sbarcarono a Jaquinot Bay il mese successivo, iniziando poi una limitata offensiva per realizzare una linea difensiva tra Wide Bay e Open Bay, dove gli scontri che seguirono diedero vita alla battaglia di Wide Bay-Open Bay. I giapponesi erano in netta superiorità numerica ma si ammassarono a protezione di Rabaul, in attesa dell'offensiva alleata finale che non avvenne mai, poiché la campagna in Nuova Britannia era considerata dagli Alleati un mero diversivo, per distogliere l'attenzione giapponese da altri fronti più importanti.

## Situazione generale

### L'isola di Nuova Britannia
L'isola di Nuova Britannia è un'isola montuosa, la più grande dell'Arcipelago di Bismarck, situata a nord-est della Nuova Guinea; la sua lunghezza raggiunge i 600 km mentre la larghezza può variare da 30 a 100 km. L'interno dell'isola è scosceso, formato da pendii di origine vulcanica alti fino a 1 800 m, sparsi lungo tutta la sua superficie; la costa dell'isola è frastagliata e presenta numerose baie.
Il clima è tipicamente tropicale. All'epoca le montagne erano coperte dalla foresta pluviale, mentre sulle pianure costiere era presente una densa giungla. Molte delle spiagge dell'isola erano circondate da paludi boschive, attraversate da molti fiumi e torrenti che scorrevano verso l'oceano. La morfologia del territorio complicò molto le manovre militari e pure la presenza della barriera corallina limitò fortemente il numero di aree adatte a sbarchi anfibi.
La popolazione dell'isola nel 1940 era di incirca 101 000 locali, più 4 674 tra europeo e asiatici. Rabaul, la capitale, è situata sulla costa nordorientale dell'isola ed era l'insediamento principale di tutto l'arcipelago. La cittadina era la capitale del Territorio di Nuova Britannia, la cui giurisdizione è degli australiani sin da quando questi occuparono le colonie tedesche della Nuova Guinea tedesca nel 1914.

### L'occupazione giapponese
Le forze giapponesi presero possesso dell'isola nel gennaio 1942, controllando sin da subito Rabaul e sopraffacendo rapidamente la guarnigione australiana nella battaglia di Rabaul. L'invasione aveva lo scopo sia di impedire alle forze alleate di usare Rabaul per attaccare la base giapponese delle isole Chuuk, nel Pacifico centrale, sia di usare proprio la base di Rabaul per supportare eventuali operazioni nella regione. Nonostante centinaia di soldati e avieri australiani riuscirono ad evacuare l'isola tra il febbraio e il maggio 1942, circa 900 uomini furono fatti prigionieri dagli invasori, così come 500 civili europei. Il 1º luglio 1942, 849 prigionieri di guerra e 208 civili – tutti uomini – rimasero uccisi quando la nave giapponese SS Montevideo Maru fu silurata da un sottomarino statunitense mentre era in viaggio verso il Giappone. La maggior parte dei restanti prigionieri europei, per lo più missionari, furono trasportati nelle isole Salomone dove morirono a causa delle pessime condizioni di vita.

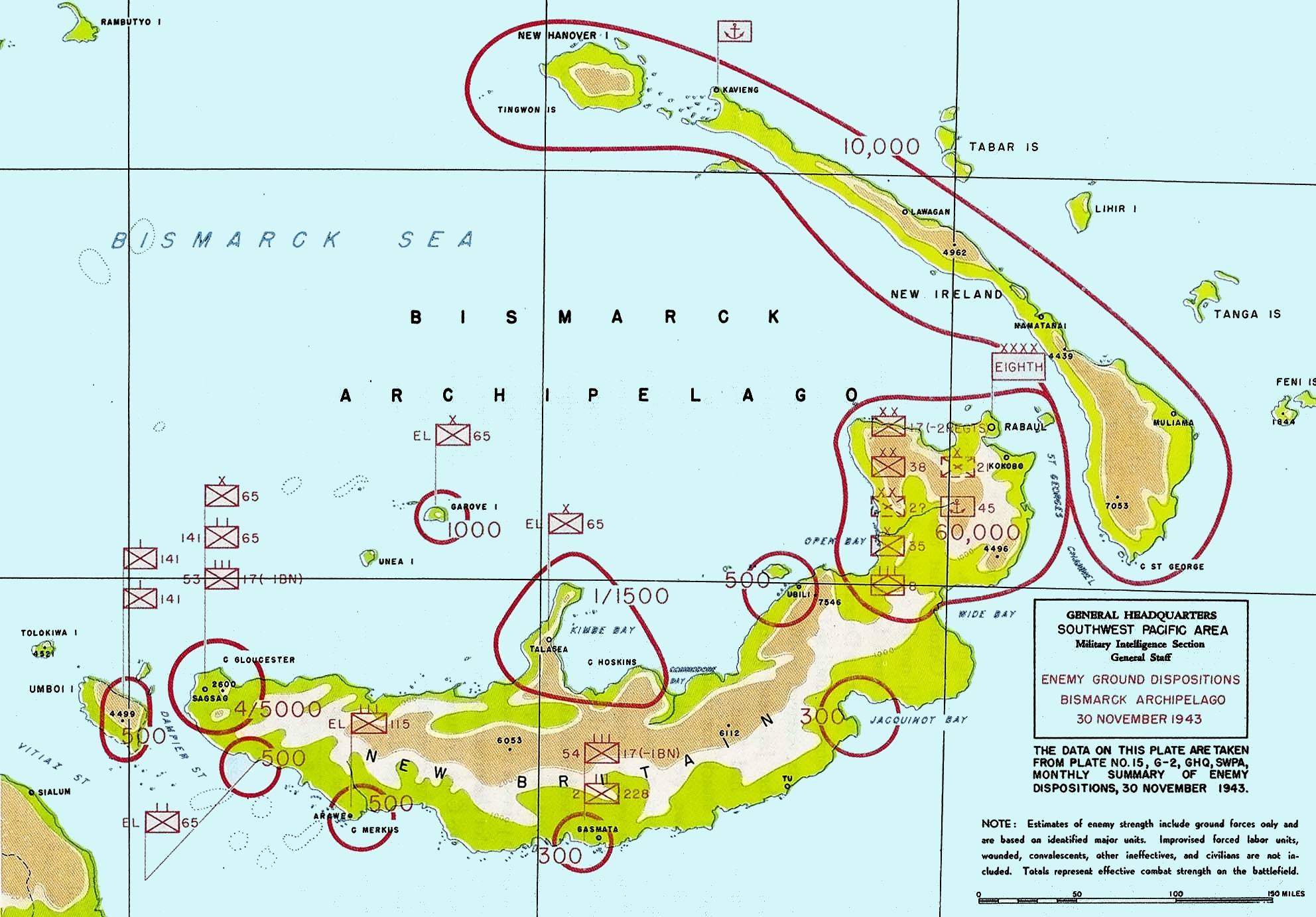
La disposizione delle forze giapponesi in Nuova Britannia e nelle isole vicine nel novembre 1943

Le autorità nipponiche adottarono il sistema amministrativo australiano e molti villaggi accettarono il dominio giapponese per sopravvivenza o ottenere dei vantaggi su altri villaggi. I pochi capi villaggio che si rifiutarono di cooperare furono puniti duramente e molti vennero uccisi. Mentre le donne e i bambini europei erano stati evacuati in Australia prima del conflitto, gli asiatici non avevano avuto alcuna assistenza. La comunità etnica cinese temette di essere massacrata dalle forze giapponesi, come già accaduto in altri luoghi nel Pacifico, ma stavolta non avvenne: gli uomini furono costretti al lavoro come manovali, mentre alcune donne furono violentate e in molti casi costrette a prostituirsi, diventando comfort women.
Dopo l'invasione, i giapponesi costruirono un'imponente base a Rabaul. Gli stabilimenti vicini alla città furono attaccati dalle unità aeree alleate dall'inizio del 1942, anche se le varie missioni spesso si rivelarono infruttuose. A metà 1943, una rete di quattro campi d'aviazione furono costruiti a Rabaul, dove furono ospitati 265 caccia e 166 bombardieri, difesi da strutture protettive. Le basi aeree potevano anche ospitare molti altri velivoli in aree non protette e tutti questi aerei operavano contro gli Alleati in Nuova Guinea e nelle isole Salomone. Rabaul venne trasformata per accogliere uno dei porti principali della regione, con moli adatti a grandi navi e stabilimenti dove queste venivano riparate. Grandi quantità di rifornimenti furono immagazzinati in depositi e aree di stoccaggio a Rabaul e nei dintorni. In altre zone dell'isola, i giapponesi costruirono altri stabilimenti e a Gasmata, sulla costa meridionale, venne costruito un altro campo d'aviazione. Sia gli australiani che i giapponesi avevano piccoli gruppi di guardacoste posizionati lungo tutta la linea costiera; quelli australiani erano civili che volontariamente rimasero sull'isola in seguito all'invasione.
Sempre durante il 1943, piccoli gruppi dell'Allied Intelligence Bureau (AIB), che comprendevano truppe australiane e della Nuova Guinea, sbarcarono in Nuova Britannia. Questi uomini spiarono il nemico, rivendicarono il dominio australiano sul territorio e recuperarono gli aviatori alleati abbattuti sopra l'isola e sopravvissuti. I giapponesi dal canto loro diedero la caccia ai guardacoste alleati e i membri dell'AIB commettendo atrocità contro i civili che davano loro aiuto. Nel contempo, statunitensi e australiani addestrarono ed equipaggiarono truppe locali formando unità di guerriglia che operarono contro la guarnigione giapponese, ma anche contro quei villaggi considerati collaborazionisti.

### Le forze in campo
Nel 1943, vi erano più di 100 000 tra civili e militari giapponesi in Nuova Britannia e sull'isola vicina, Nuova Irlanda. Sulla prima, i soldati erano concentrati attorno al quartier generale dell'8ª Armata, agli ordini del generale Hitoshi Imamura. L'armata era composta dalla 17ª Divisione (con 11 429 uomini al termine del conflitto), dalla 38ª Divisione (13 108 uomini), dalla 39ª Brigata (5 073 uomini), dalla 65ª Brigata (2 729 uomini), dal 14º Reggimento (2 444 uomini), dal 34º Reggimento (1 879 uomini) e dal 35º Reggimento (1 967 uomini). Tutte assieme, queste unità formavano l'equivalente di quattro divisioni, mentre le truppe navali aggiungevano complessivamente una quinta divisione. Alla fine della guerra, queste forze si ritrovarono barricate attorno a Rabaul e alla penisola Gazelle, prive di supporto navale e aereo, tagliate fuori dai rifornimenti a causa dell'interdizione degli Alleati e conseguentemente abbandonate a sé stesse. Anche le comunicazioni dirette tra Rabaul e il Giappone furono interrotte a partire dal febbraio 1943 e mai più ristabilite durante la guerra.
Statunitensi, australiani e forze locali contavano al massimo l'equivalente di una divisione. L'unità americana che catturò Arawe, ad esempio, era solo una parte del 112º Reggimento di Cavalleria statunitense. Subito dopo la cattura, giunse la 1ª Divisione Marine, per essere più tardi rimpiazzata dalla 40ª Divisione di Fanteria che, a sua volta, fu sostituita dalla 5ª Divisione australiana. Questa scarsa presenza alleata e i ripetuti cambi di unità furono dovute ad una sottostima delle forze giapponesi e ad una più ampia strategia degli Alleati, i quali avevano un limitato interessa per la Nuova Britannia. Le forze presenti ricevettero dapprima l'ordine di catturare e difendere i campi d'aviazione e più tardi di arginare le più numerose forze giapponesi, senza pretendere la conquista dell'isola.

## Operazioni preliminari

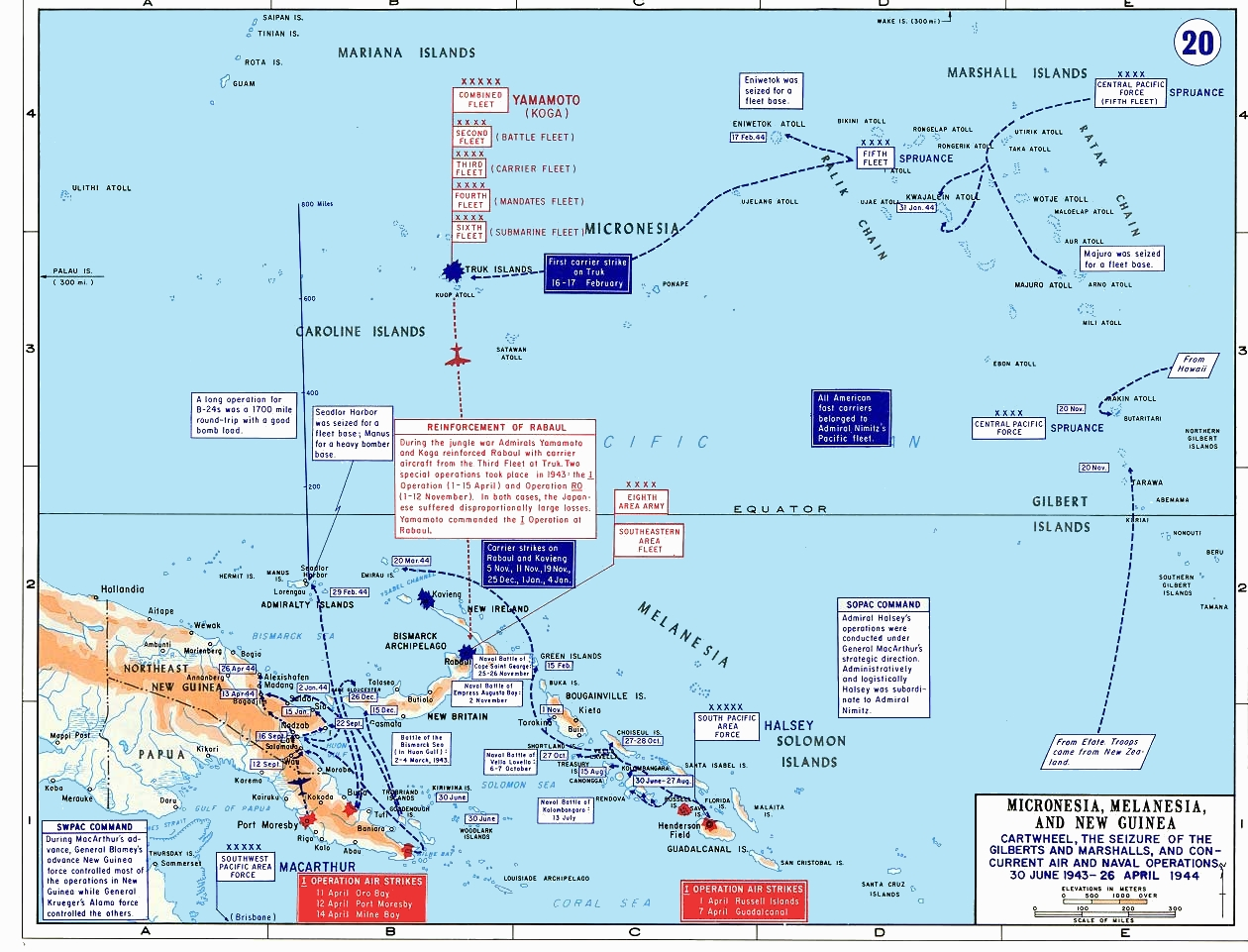
Operazioni alleate e giapponesi associate all'Operazione Cartwheel tra il giugno 1943 e l'aprile 1944

A partire dalla metà del 1942, i piani degli Alleati per il Pacifico prevedevano di catturare o neutralizzare Rabaul. Nel luglio dello stesso anno, gli Stati maggiori statunitensi congiunti ordinarono un'offensiva su due fronti contro la capitale dell'isola. Le forze assegnate all'Area del Sud Pacifico furono inviate a conquistare le isole Salomone, a partire da Guadalcanal. Contemporaneamente, le unità assegnate all'area del Pacifico sudoccidentale, comandate dal generale Douglas MacArthur, assicurarono agli Alleati le cittadine di Lae e Salamaua sulla costa nordoccidentale della Nuova Guinea. Una volta completate queste operazioni, unità di entrambi i comandi sarebbero sbarcati in Nuova Britannia e avrebbero preso possesso di Rabaul. Tuttavia il piano si dimostrò prematuro: MacArthur infatti non aveva a disposizione le forze necessarie per compiere la propria parte dell'invasione e ciò si aggiunse all'avanzata giapponese su Port Moresby che dovette essere contrastata a cui segui il contrattacco alleato e solo allora vennero presi gli obbiettivi dopo mesi di duri scontri durante la campagna della pista di Kokoda, la battaglia della Baia di Milne e l'invasione di Buna-Gona. I combattimenti rovinarono i piani agli Alleati ma lasciarono comunque a loro il controllo dei territori necessari per iniziare l'offensiva.
Gli Alleati modificarono i piani ad inizio 1943; in seguito ad una riunione del 28 marzo, gli Stati maggiori congiunti vararono un nuovo piano per indebolire Rabaul e i suoi occupanti, che prese il nome di Operazione Cartwheel. Le forze di MacArthur avrebbero dovuto creare dei campi d'aviazione su due isole poco fuori la Nuova Guinea, catturare la penisola di Huon e sbarcare in Nuova Britannia. Il comando del Pacifico meridionale avrebbero dovuto continuare la sua avanzata attraverso le isole Salomone, in direzione della Nuova Britannia, che sarebbe terminata con uno sbarco sull'isola di Bougainville. Nonostante il piano iniziale per l'Operazione Cartwheel prevedeva che la cattura di Rabaul spettasse a MacArthur, nel giugno 1943 gli Stati maggiori decisero che non era più necessario, poiché le basi giapponesi potevano essere neutralizzate tramite il blocco dei rifornimenti e i bombardamenti aerei. MacArthur inizialmente si oppose a questo cambiamento ma dovette cambiare idea dopo le decisioni prese nella Conferenza di Québec dell'agosto 1943.
La 5ª Forza Aerea statunitense, la principale unità aerea che gli americani avevano nella regione, cominciò una campagna di bombardamento contro Rabaul nell'ottobre 1943. Lo scopo di questi attacchi era di impedire ai giapponesi di usare la città come base aeronavale e di dare supporto all'imminente campagna di Bougainville, programmata per il 1º novembre, oltre agli sbarchi nella Nuova Britannia occidentale previsti per dicembre. Il primo raid ebbe luogo il 12 ottobre e vide in azione 349 velivoli; gli attacchi successivi avvennero quando le condizioni meteorologiche furono favorevoli, tra ottobre e inizio novembre. Il 5 di questo mese, i velivoli decollati da due portaerei statunitensi bombardarono Rabaul e, in seguito a questo attacco, la Marina imperiale giapponese smise di usare la città come base navale. La campagna aerea contro Rabaul si intensificò a novembre quando si unirono ai bombardamenti anche gli aerei che decollavano dalle isole Salomone, da poco in mani americane.

## Invasione della Nuova Britannia

### I piani degli Alleati

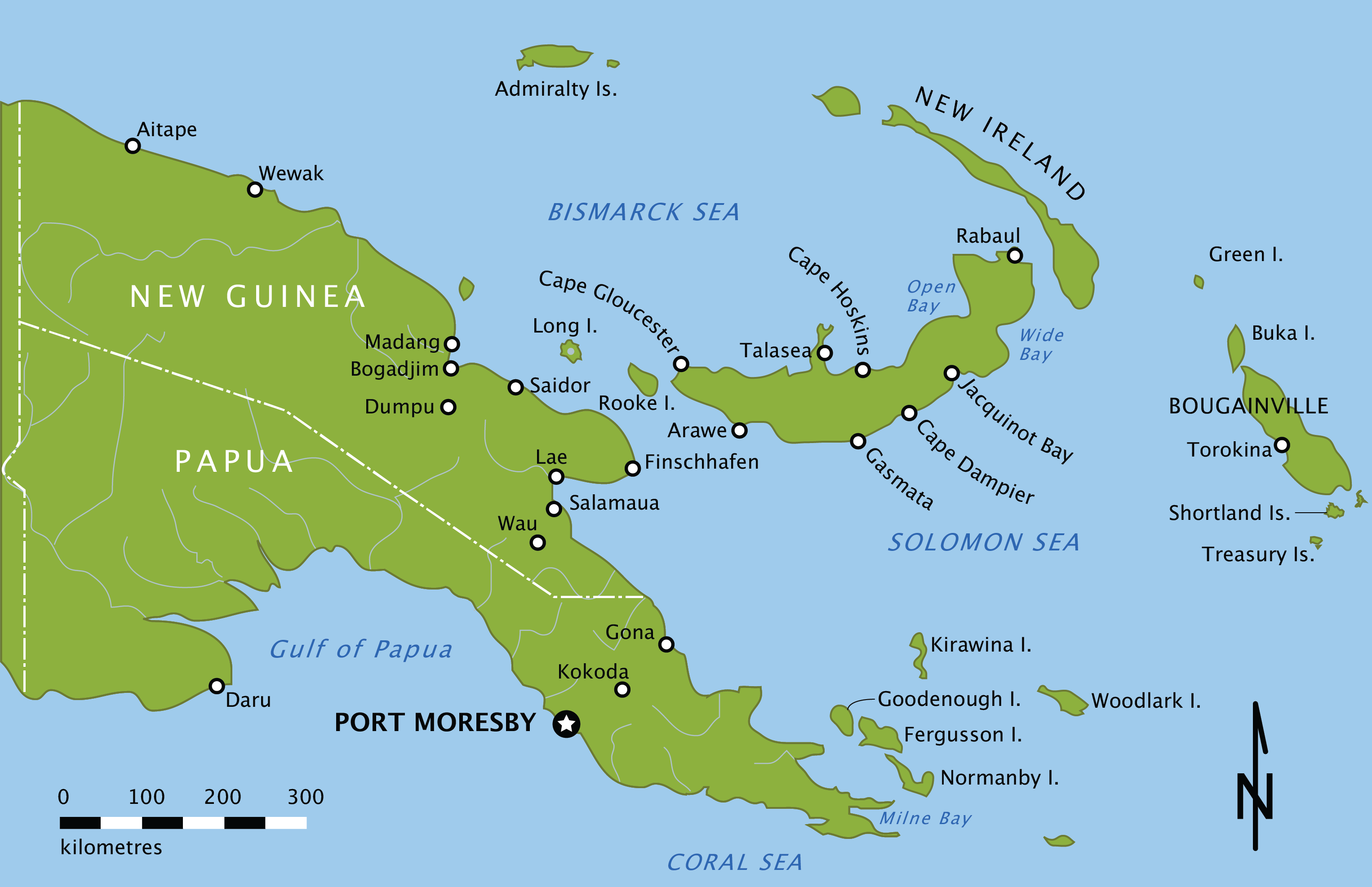
Al centro la Nuova Britannia con indicati i luogo più significativi della campagna

Il 22 settembre 1943, il quartier generale di MacArthur emanò l'ordine d'invasione della Nuova Britannia, nome in codice Operazione Dexterity ("Operazione Destrezza"). In base al piano, la 6ª Armata statunitense – che all'epoca veniva chiamata "Alamo Force" – doveva sbarcare presso Capo Gloucester, la punta ovest dell'isola, e presso Gasmata, sulla costa centromeridionale, per rendere sicura la regione a occidente della linea Gasmata-Talasea, che tagliava l'isola da sud a nord. Il comandante dell'Aviazione statunitense George Kenney si oppose, credendo che ci sarebbe voluto troppo tempo per realizzare i campi d'aviazione a Capo Gloucester, dato il rapido avanzare delle forze alleate in Nuova Guinea. I campi d'aviazione già esistenti nella regione erano inoltre sufficienti per dare supporto agli attacchi su Rabaul e agli sbarchi previsti in altre zone dell'isola. Tuttavia, il generale Walter Krueger, comandante della 6ª Armata, e gli ammiragli ritennero che fosse necessario invadere la Nuova Britannia per prendere possesso dello stretto di Vitiaz, strategico per inviare convogli nella Nuova Guinea occidentale. A novembre, lo sbarco a Gasmata venne cancellato a causa di dubbi sulla presenza di rinforzi giapponesi nella regione e in prossimità dei campi d'aviazione a Rabaul, oltre ad un terreno giudicato troppo paludoso. Al contrario, il 21 dello stesso mese, fu deciso di catturare l'area che si affaccia sulla piccola isola di Arawe, lungo la costa sudoccidentale dell'isola, dove stabilirvi una base per piccole e veloci imbarcazioni d'attacco e, possibilmente, deviare le forze giapponesi dallo sbarco principale a Capo Gloucester. Dopo aver valutato attentamente la disponibilità di supporto navale e aereo, venne deciso che lo sbarco ad Arawe sarebbe avvenuto il 15 dicembre, mentre quello a Capo Gloucester il 26 dicembre.
La Alamo Force iniziò la pianificazione nell'agosto 1943: le informazioni di spionaggio necessarie furono inviate da Marine e soldati della 6ª Armata sbarcati sull'isola tra settembre e dicembre e da fotografie aeree. La 1ª Divisione Marine degli Stati Uniti fu l'unità principale scelta per lo sbarco a Capo Gloucester e, assieme ad altre unità d'artiglieria, da trasporto e da costruzione e logistica, fu designata Backhander Task Force. L'unità scelta per Arawe venne costruita a partire dal 112º Reggimento di Cavalleria statunitense, che oramai serviva come unità di fanteria. Ad esso fu aggregato un'unità del genio militare e una di artiglieria; il loro nome in codice era Director Task Force.

### La strategia del Giappone
A fine settembre 1943, il quartier generale giapponese analizzò la situazione strategica nel Sud-est Pacifico, concludendo che nei mesi successivi gli Alleati avrebbero tentato di irrompere nella regione dalle Isole Salomone e dall'Arcipelago Bismarck, a nord, cercando di aprirsi la strada nel Pacifico centrale e occidentale. Di conseguenza, furono dispiegati in modo accurato dei rinforzi in tutta l'area per rallentare la loro avanzata. Rabaul non vi era compresa, tuttavia non fu privata delle truppe già presenti poiché era chiaro che gli Alleati avrebbero cercato di catturare la cittadina. All'epoca, le posizioni giapponesi nella Nuova Britannia occidentale si limitavano ai campi d'aviazione a Capo Gloucester e diversi ripari per le piccole imbarcazioni che viaggiano tra Rabaul e la Nuova Guinea e che erano soggette agli attacchi aerei degli Alleati. I giapponesi avevano bisogno di tempo per far affluire i rinforzi nelle regioni strategicamente importanti, così il 15 settembre nacque la "Zona di Assoluta Difesa Nazionale". Poiché la Nuova Britannia si trovava a est di quest'area, l'obiettivo principale delle truppe giapponesi stanziate sull'isola era di rallentare il più possibile qualunque avanzata degli Alleati.
In ottobre, il comandante dell'8ª Armata, Imamura, dedusse che la mossa successiva degli Alleati sarebbe stata probabilmente l'invasione della Nuova Britannia occidentale e quindi decise di potenziarne la guarnigione, formata inizialmente dalla 65ª Brigata in sotto organico, e la designò Matsuda Force, dal nome del suo comandante, il generale Iwao Matsuda. La 17ª Divisione venne scelta come rinforzo: il grosso dell'unità giunse a Rabaul dalla Cina tra il 4 e il 5 ottobre, dopo aver subito circa 1 400 vittime a causa di attacchi aerei e sottomarini. Il comandante della divisione, il generale Yasushi Sakai, venne nominato comandante delle forze giapponesi nella Nuova Britannia occidentale, anche se i suoi battaglioni furono dispiegati su tutta la Nuova Britannia ovest e sud, oltre che a Bougainville.

### Arawe

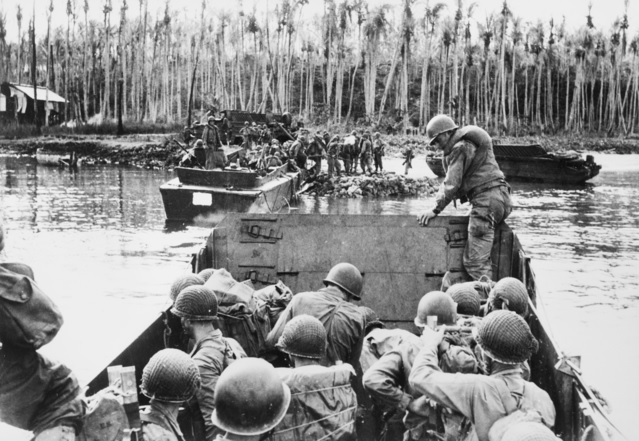
Truppe statunitensi mentre sbarcano ad Arawe

Per lo sbarco ad Arawe, la Director Task Force del generale Julian Cunningham venne posizionata sull'isola Goodenough dove i soldati si addestrarono prima di imbarcarsi per la missione il 13 dicembre 1943. Nelle settimane precedenti, gli aerei alleati avevano portato a termine pesanti attacchi sulla Nuova Britannia, ma l'area scelta per l'assalto anfibio non venne colpita deliberatamente fino al giorno precedente lo sbarco, per non allertare i giapponesi. Le navi con le truppe giunsero in prossimità di Arawe, presso Capo Merkus, circa alle ore 03:00 del 15 dicembre. Due piccole unità sbarcarono quasi immediatamente, con il favore delle tenebre, per distruggere un trasmettitore radio sull'Isola Pilelo, a sud-est, e danneggiare le vie di comunicazione vicino al villaggio di Umtingalu. I soldati sbarcati vicino al villaggio incontrarono una forte resistenza e furono respinti, mentre a Pilelo gli americani riuscirono a sopraffare la piccola unità giapponese e portare a termine l'obiettivo.
Nel frattempo, dopo un'iniziale confusione con le truppe che scendevano nei mezzi da sbarco, l'assalto cominciò alle ore 06:25 con il supporto di pesanti bombardamenti aerei e navali. Sulla spiaggia l'opposizione fu esigua – qualche mitragliatrice – data la scarsa presenza di giapponesi nelle vicinanze. Aerei nipponici da Rabaul effettuarono qualche attacco sulle spiagge, ma furono respinti dalla controparte statunitense. Ulteriore confusione giunse con il ritardo della seconda ondata che si mescolò con la terza. Nonostante tutto, gli americani riuscirono rapidamente ad assicurarsi una testa di ponte e nel pomeriggio avevano occupato la piantagione Amalut e organizzato una posizione difensiva alla base della penisola di fronte ad Arawe. Nei giorni successivi, i rinforzi giapponesi arrivarono e lanciarono un contrattacco; tuttavia gli statunitensi avevano fatto affluire rinforzi, inclusi dei carri armati, e il contrattacco fu respinto. In seguito, i giapponesi si ritirano nell'entroterra dell'isola e vicino ai campi d'aviazione lasciando definitivamente l'area agli americani.

### Capo Gloucester

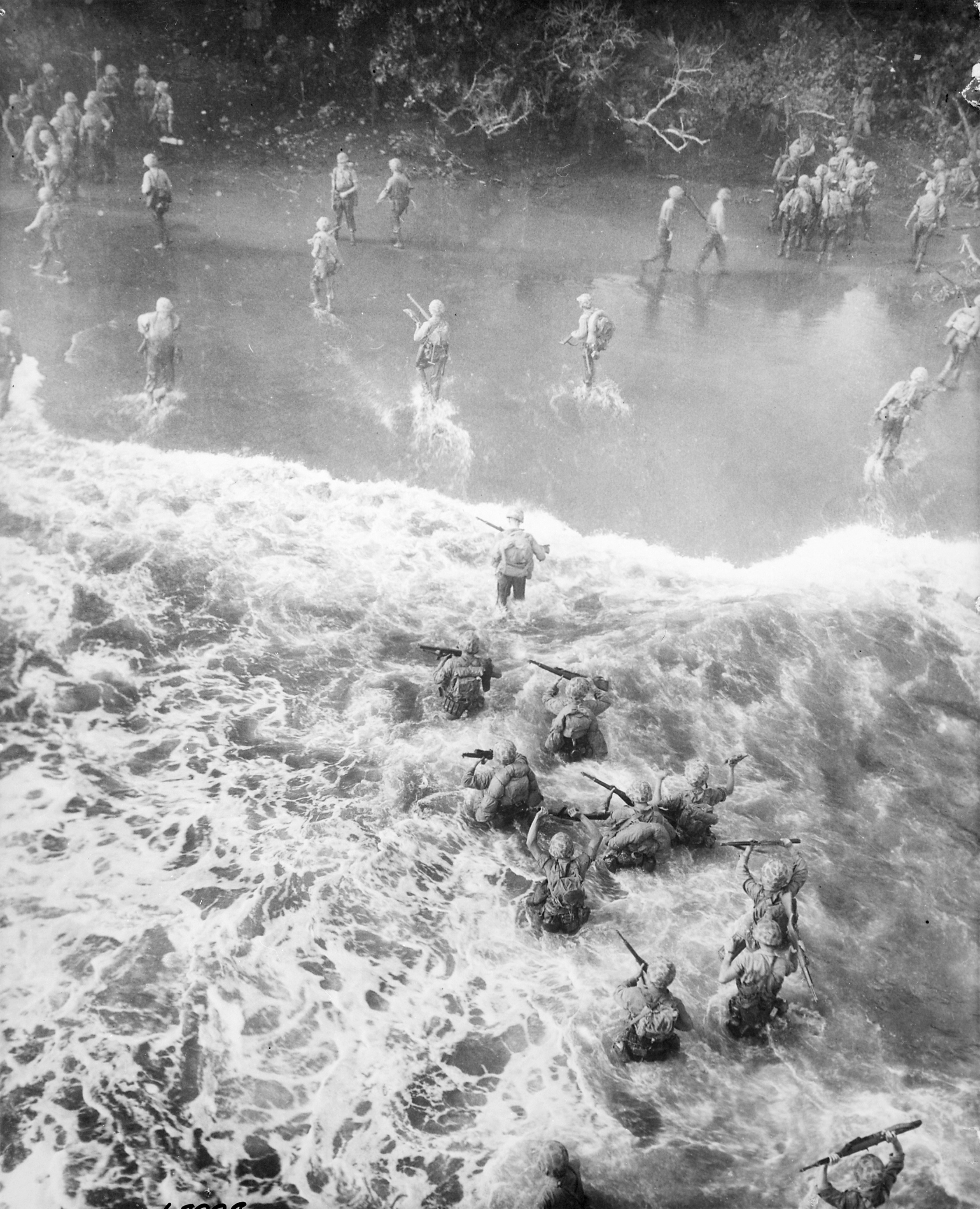
Marine statunitensi sbarcano a Capo Gloucester il 26 dicembre 1943

Lo sbarco a Capo Gloucester ebbe luogo il 26 dicembre, dopo il già citato sbarco ad Arawe e una serie di sbarchi presso Capo Sudest, pochi giorni prima. La 1ª Divisione Marine del generale William Rupertus fu designata per l'attacco; come luoghi di sbarco furono scelti due spiagge a est dei campi d'aviazione, che erano l'obiettivo principale degli americani. Inoltre, uno sbarco secondario avvenne dall'altra parte di Capo Gloucester, a ovest dei campi d'aviazione. Le truppe del 7º Reggimento Marine si imbarcarono dalla provincia di Oro, scortati da navi da guerra australiane e statunitensi, e lungo la via si unirono al 1º Reggimento Marine e all'unità d'artiglieria dell'11º Reggimento. Un pesante bombardamento aereo colpì la guarnigione a difesa di Capo Gloucester nella settimana antecedente lo sbarco, portando alla distruzione di molte delle difese e abbassando il morale dei soldati. L'attacco aereo continuò fino al giorno stesso degli sbarchi, in modo che il fumo sollevato facesse da schermo alle truppe scese a terra. Gli sbarchi furono un successo e i contrattacchi giapponesi furono respinti. Il giorno successivo, il 1º Reggimento Marine avanzò verso ovest, in direzione dei campi d'aviazione, scontrandosi con un posto di blocco giapponese nel pomeriggio. Nonostante gli americani avessero inflitto un serio colpo ai giapponesi, l'avanzata fu interrotta per far affluire rinforzi. Le operazioni ripresero il 29 dicembre, con la cattura dei campi d'aviazione. Nelle prime due settimane del gennaio 1944, i Marine avanzarono verso sud dalle spiagge per scovare e annientare le unità giapponesi che presumevano essere nell'area. La manovra portò a duri scontri, quando il 141º Reggimento di Fanteria tentò di difendere le sue posizioni sopraelevate. I Marine resero totalmente sicura l'area il 16 gennaio.
Con il definitivo successo degli sbarchi, gli Alleati ottennero il completo controllo delle vie di comunicazione marittime per il Mare di Bismarck essendosi assicurato entrambe le sponde dello Stretto di Vitiaz, dopo la cattura di Finschhafen da parte degli australiani. Nel gennaio 1944, gli Alleati cercano di sfruttare il vantaggio ottenuto, lanciando un'altra operazione lungo la costa della Nuova Guinea, sbarcando a Saidor nella penisola di Huon. In risposta all'ennesimo sbarco, l'Alto Comando giapponese a Rabaul ordinò alle proprie forze, in ritirata dalla penisola di Huon, di bypassare Saidor e ripiegare su Madang.
A metà gennaio, Sakai richiese il permesso per ritirare il suo Comando dalla Nuova Britannia occidentale, permesso concesso da Imamura il giorno 21. Le forze giapponesi cercarono così di allontanarsi dagli americani e dirigersi verso l'area di Talasea, nell'area centrosettentrionale. Le pattuglie di Marine inseguirono i giapponesi e molti piccoli scontri ebbero luogo al centro dell'isola e lungo la costa nord.

### Talasea

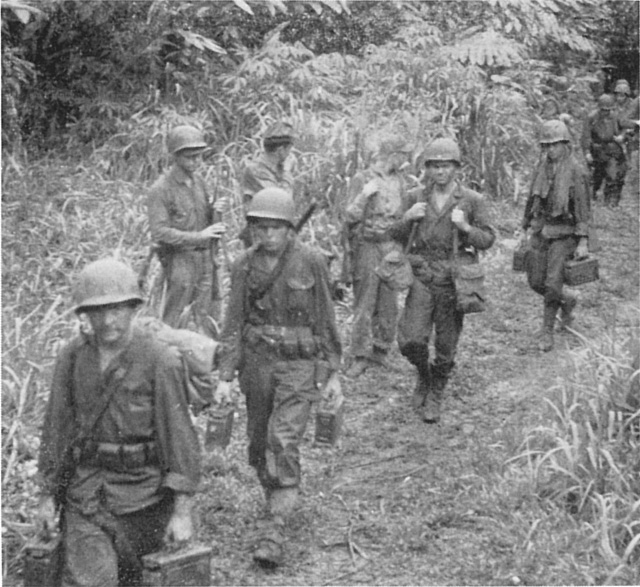
Marine statunitensi avanzano verso il campo d'aviazione di Talasea

Nei mesi successivi alle battaglie ad Arawe e Capo Gloucester, vi furono un numero ridotto di scontri sull'isola, poiché i giapponesi evitarono il più possibile il contatto mentre si ritiravano verso Rabaul. Nel febbraio 1944, gli americani si assicurarono Rooke Island quando ormai la guarnigione nipponica si era già ritirata. Il mese successivo, venne eseguito un altro sbarco a Talasea nella penisola Willaumez. Concepita come un tentativo di bloccare la ritirata giapponese, l'operazione coinvolse un'unità reggimentale, formata principalmente da uomini del 5º Reggimento Marine, sbarcata sul fianco occidentale di uno stretto istmo vicino alla piantagione Volupai. Giunti sulla spiaggia, i Marine avanzarono verso est, in direzione del campo d'aviazione a Talasea. Un piccolo gruppo di giapponesi trattenne gli americani abbastanza da permettere al grosso delle forze nipponiche in ritirata da Capo Gloucester di salvarsi dall'accerchiamento.
Gli attacchi aerei a Rabaul si intensificarono ulteriormente in seguito al completamento del campo d'aviazione a Bougainville, nel gennaio 1944. Tutta la cittadina venne distrutta, assieme ad un gran numero di velivoli e imbarcazioni. Tuttavia l'esercito giapponese perse poco equipaggiamento poiché, in novembre, quest'ultimo era stato posto al riparo nelle grotte vulcaniche dell'area; a causa però della perdita della flottiglia i giapponesi non inviarono più vascelli in zona a partire dal febbraio 1944. Le forze aeree giapponesi a Rabaul effettuarono l'ultimo tentativo di intercettare i raid alleati in zona il 19 febbraio. In seguito, i raid furono contrastati dalla sola contraerea. Il prolungato bombardamento di Rabaul, impedì ai giapponesi di usare la città come base da cui contrastare l'avanzata alleata. Rimase comunque ben difesa da una guarnigione di 98 000 uomini e centinaia di pezzi d'artiglieria e contraerea. Attorno alla penisola Gazelle furono realizzate importanti fortificazioni, dove il terreno scosceso era un'ulteriore punto a favore dei difensori. Il 14 marzo 1944, il quartier generale giapponese inviò una direttiva all'8ª Armata in cui ordinava di "tenere l'area attorno a Rabaul il più a lungo possibile" per attirare forze alleate altrimenti impiegate in altri fronti.
Nell'aprile 1944, assicurati Arawe e Capo Gloucester, la 40ª Divisione di Fanteria statunitense del generale Rapp Brush giunsero per sostituire i Marine. Dopodiché, seguì un periodo di relativa inattività con americani e giapponesi che occupavano le estremità opposte dell'isola mentre gli australiani, al centro, guidavano le azioni di guerriglia. Le pattuglie di guerriglieri riuscirono a respingere i giapponesi dagli avamposti ad Ulamona, sulla costa settentrionale, e a Kamandran, a sud. A metà del 1944, il quartier generale dell'8ª Armata giapponese rivalutò nuovamente le intenzioni alleate sulla Nuova Britannia. Finora i giapponesi credettero che gli Alleati stessero pianificando un assalto su Rabaul, tuttavia la loro avanzata verso le Filippine fece pensare che l'attacco in Nuova Britannia fosse oramai improbabile. Ritennero però che gli Alleati avrebbero provato ad avanzare lentamente lungo l'isola e avrebbero attaccato solo nel caso in cui la loro campagna verso le isole del Giappone si fosse impantanata o fosse terminata, o se il numero di soldati australiani sull'isola fosse aumentato.

## Operazioni australiane e supporto neozelandese
Nell'ottobre 1944, fu deciso di trasferire la 40ª Divisione di Fanteria statunitense nella campagna delle Filippine lasciando il posto alle truppe australiane, in linea con il desiderio del loro governo affinché fossero i propri soldati a ricatturare il territorio australiano della Nuova Britannia. La 5ª Divisione australiana del generale Alan Ramsey fu scelta per questa operazione, la quale si trovava attorno a Madang nel maggio 1944, in seguito alla presa della penisola di Huon. All'epoca, l'intelligence alleata sottostimò le forze giapponesi in Nuova Britannia, credendo si aggirassero sui 38 000 uomini. Gli Alleati avevano invece compreso bene gli intenti giapponesi, ritenendo che gli uomini di Imamura avrebbero adottato un atteggiamento difensivo rimanendo ampiamente all'interno delle fortificazioni di Rabaul. I giapponesi disponevano di 69 000 uomini – 53 000 soldati di fanteria e 16 000 fanti di mare – principalmente posizionati nella penisola Gazelle e che, a causa dell'isolamento, molti si diedero alla coltivazione del riso e al giardinaggio mentre gli americani rimanevano arroccati a Talasea, Arawe e Capo Gloucester. I due schieramenti erano geograficamente separati e si tenevano d'occhio in una sorta di tacita tregua. I bombardamenti alleati avevano pesantemente ridotto le forze aeronavali giapponesi fino al punto che rimanevano solo due velivoli operativi e centocinquanta barche in grado di trasportare piccole quantità di rifornimenti o poche truppe lungo la costa.

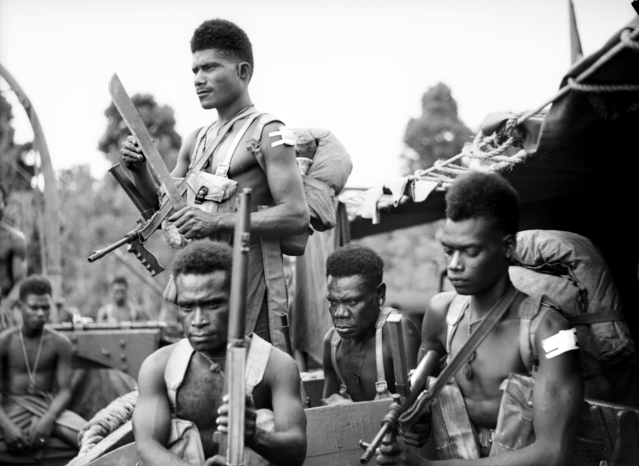
Soldati del 1º Battaglione di Fanteria della Nuova Guinea in una nave da trasporto vicino alla Baia Jacquinot, novembre 1944

Alle unità di Ramsay fu ordinato di portare a termine un'operazione di contenimento pianificata per isolare la guarnigione giapponese sulla penisola Gazelle. Era necessario quindi di tenere sotto pressione i giapponesi evitando scontri su larga scala e fu inoltre deciso che gli australiani avrebbero portato a termine una limitata offensiva, principalmente eseguita tramite pattugliamenti, con lo scopo di avanzare oltre la punta occidentale dell'isola, dove si era fermata la guarnigione statunitense. Per raggiungere questi obiettivi, i comandanti decisero di stabilire due basi: una vicino a Jacquinot Bay sulla costa meridionale, l'altra a nord, sempre lungo la costa, vicino a Capo Hoskins.
Ad inizio ottobre 1944, il 36º Battaglione di Fanteria sbarcò a Capo Hoskins e iniziò a rimpiazzare gli americani mentre, a inizio novembre, la 6ª Brigata australiana sbarcò alla Jacquinot Bay. Nelle settimane successive, rifornimenti ed equipaggiamenti giunsero sull'isola assieme al personale di supporto e a lavoratori per costruire strade, campi d'aviazione, moli e un ospedale. I lavori durarono fino al maggio 1945. Due squadroni di cacciabombardieri Corsair dell'Aeronautica neozelandese giunsero come unità di supporto, oltre ad una compagnia di mezzi da sbarco australiana che arrivò nel febbraio 1945.
A causa dello scarso numero di imbarcazioni disponibili, il trasferimento della 5ª Divisione subì un significativo ritardo e fu completata solo in aprile. Nel dicembre precedente, gli australiani erano comunque avanzati lungo le coste settentrionale e meridionale verso la penisola Gazelle, con l'intento di stabilire il fronte lungo la linea tra Wide Bay e Open Bay e di contenere le numerose forze giapponesi che rimanevano ampiamente ferme a Rabaul, con soli 1 600 soldati dispiegati al di fuori della fortezza. Le operazioni alleate videro diversi sbarchi anfibi, l'attraversamento di alcuni fiumi e pochi scontri con il nemico. A inizio dicembre, il 36º Battaglione di Fanteria australiano iniziò a muoversi a bordo di chiatte da Capo Hoskins in direzione di Bialla, dove due compagnie stabilirono una postazione d'avanguardia da dove iniziarono dei pattugliamenti verso est. I giapponesi agirono di conseguenza e si ritirarono oltre il fiume Pandi mentre gli australiani creavano una nuova base presso Ea Ea, spostandosi nuovamente su chiatte. Nel gennaio 1945, giunse come rinforzo anche il 1º Battaglione di Fanteria della Nuova Guinea e, poco tempo dopo, gli australiani sulla costa nord puntarono su Open Bay, stabilendovi un nuovo avamposto da cui pattugliare la piantagione di Mavelo, dove si verificarono numerose schermaglie con i giapponesi.

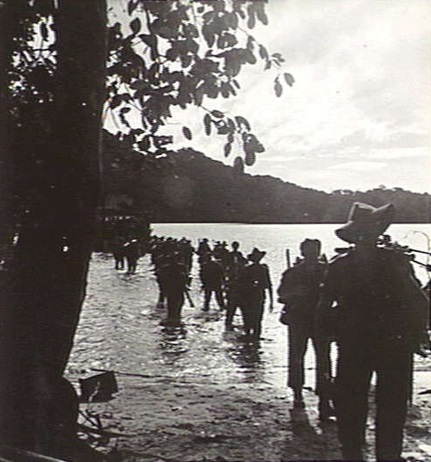
Il 52º Battaglione di Fanteria australiana a Open Bay nel maggio 1945

Nel frattempo, a fine dicembre 1944, iniziò l'avanzata principale verso Wide Bay, lungo la costa meridionale. A metà febbraio, il 14º/32º Battaglione australiano stabilì una base vicino a Milim, dopo essersi spostato su chiatte lungo il fiume Sampun. Il 15 febbraio, venne catturata Kamandran dopo un breve scontro durante il quale i soldati della Nuova Guinea portarono a termine con successo un'imboscata. A questo punto, la resistenza giapponese sul fronte meridionale crebbe e nella fase finale gli australiani dovettero avanzare a piedi per prendere possesso dell'area tra Waitavalo e Tol, tenuta da un battaglione giapponese.
Nelle sei settimane successive vi furono una serie di combattimenti per la conquista del monte Sugi, iniziate il 5 marzo 1945 con l'assalto del fiume Wulwut da parte del 19º Battaglione australiano. Le postazioni sul monte, distribuite su diverse creste a ovest del Wulwut, furono difese strenuamente dai giapponesi che fecero uso di mortai, mitragliatrici e casematte; la pesante pioggia di quei giorni inoltre non fu di certo d'aiuto agli australiani. Seguirono duri scontri, culminati con l'attacco alla collina Bacon il 18 marzo. Dopo la cattura dell'area tra Waitavalo e Tol, avvenuta tra marzo e aprile, gli australiani avanzarono nuovamente verso Jammer Bay inviando pattuglie per ricongiungere le due direttrici d'avanzata, lungo le coste settentrionale e meridionale. Con la campagna ormai giunta al termine giunsero nuovi rinforzi: dapprima la 13ª Brigata, poi la 4ª Brigata australiana. Sempre in questa fase vi furono dei cambiamenti ai vertici di comando degli Alleati: in aprile, il generale australiano Horace Robertson prese il posto di Ramsay, mentre il generale Kenneth Eather assunse il comando ad inizio agosto. Nei mesi che seguirono, gli australiani organizzarono dei pattugliamenti con lo scopo di mantenere la linea attorno alla penisola Gazelle per impedire ogni tentativo giapponese di rompere l'accerchiamento di Rabaul. Tale situazione durò fino alla resa del Giappone, nell'agosto 1945.

## Conseguenze e valutazioni
Dopo la resa, il 29º/46º Battaglione australiano, che era parte della 4ª Brigata di Fanteria, entrò a Rabaul il 6 settembre 1945 e nello stesso tempo oltre 8 000 prigionieri alleati sull'isola venivano liberati. Le perdite australiane durante i combattimenti in Nuova Britannia tra l'ottobre 1944 e la fine della guerra furono di 53 morti e 140 feriti. Altri 21 morirono di malattia o per cause accidentali. Le perdite tra le file della 1ª Divisione Marine statunitense ammontarono a 310 morti e 1 083 feriti. In aggiunta, nei combattimenti attorno ad Arawe, gli Alleati contarono 118 morti, 352 feriti e 4 dispersi. Il totale delle perdite giapponesi in Nuova Britannia e nelle altre isole dell'Arcipelago di Bismarck si stimano attorno a 30 000 morti, la maggior parte per malattie o fame.

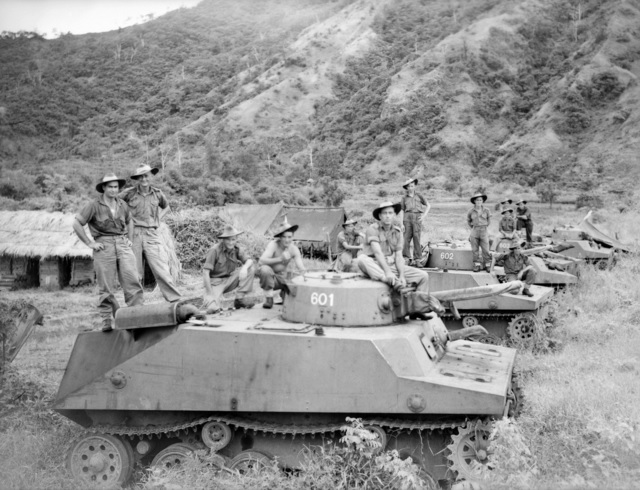
Soldati australiani posano su dei carri giapponesi, settembre 1945

Vi sono pareri discordanti tra gli storici relativamente alla necessità degli sbarchi statunitensi ad Arawe e Capo Gloucester. Secondo Henry Shaw e Douglas Kane, storici ufficiali del Corpo dei Marine, lo sbarco ad Arawe rese sensibilmente più semplice quello a Capo Gloucester, mentre lo storico navale e ammiraglio Samuel Eliot Morison affermò che lo sbarco ad Arawe fu di "poco valore" aggiungendo che lì non venne mai realizzata una base navale e che potenzialmente uomini e risorse avrebbero potuto essere meglio impiegate altrove. Anche lo storico dell'esercito statunitense John Miller concluse che le operazioni ad Arawe e Capo Gloucester "probabilmente non furono essenziali per ridurre [le forze] di Rabaul o favorire l'avvicinamento alle Filippine", anche se permise di subire, in proporzione ad altri fronti, un ridotto numero di perdite nella Nuova Britannia occidentale.
Lo storico Gavin Long, relativamente al coinvolgimento della sua nazione, l'Australia, scrisse che i suoi soldati non ricevettero adeguate risorse, in particolare in termini di potenza aerea e navale, che causò un ritardo nell'afflusso della 5ª Divisione, terminato a fine campagna. Ad ogni modo, Long afferma che le forze australiane, relativamente inesperte e poste di fronte a una forza giapponese di circa cinque divisioni, ottennero un rimarchevole risultato. Anche Lachlan Grant giunge ad una simile conclusione, sottolineando le poche vittime sostenute in questa campagna in confronto ad altre, come la quella di Aitape-Wewak. Il generale australiano John Coates affermò che "per molti aspetti le operazioni australiane in Nuova Britannia furono una classica campagna di contenimento", tuttavia lamentò l'insufficiente supporto aeronavale dato e che era invece stato messo a disposizione nella campagna del Borneo del 1945. Peter Charlton conferma il successo delle operazioni australiane ma fu critico sia sull'impiego della 5ª Divisione contro una forza nettamente superiore, sia sul limitato supporto dato alla campagna.
Le tattiche difensive del comandante giapponese Imamura furono quasi sicuramente un fattore favorevole al contenimento eseguito dagli australiani. Secondo lo storico giapponese Kengoro Tanaka, Imamura aveva ricevuto l'ordine preservare le forze finché non fosse possibile eseguire operazioni congiunte con la Marina Imperiale giapponese e di conseguenza scelse di dispiegare solo pochi uomini al di fuori delle difese di Rabaul. Eustace Keogh concordò con Tanaka, affermando che ogni tipo di offensiva giapponese sarebbe stato privo di scopo strategico, poiché privo di supporto aeronavale che in quel periodo era totalmente indisponibile.